# Homocorpis achamas
Homocorpis achamas är en skalbaggsart som beskrevs av Edgar von Harold 1867. Homocorpis achamas ingår i släktet Homocorpis och familjen bladhorningar. Inga underarter finns listade i Catalogue of Life.